# هواپیمایی آفریقای جنوبی

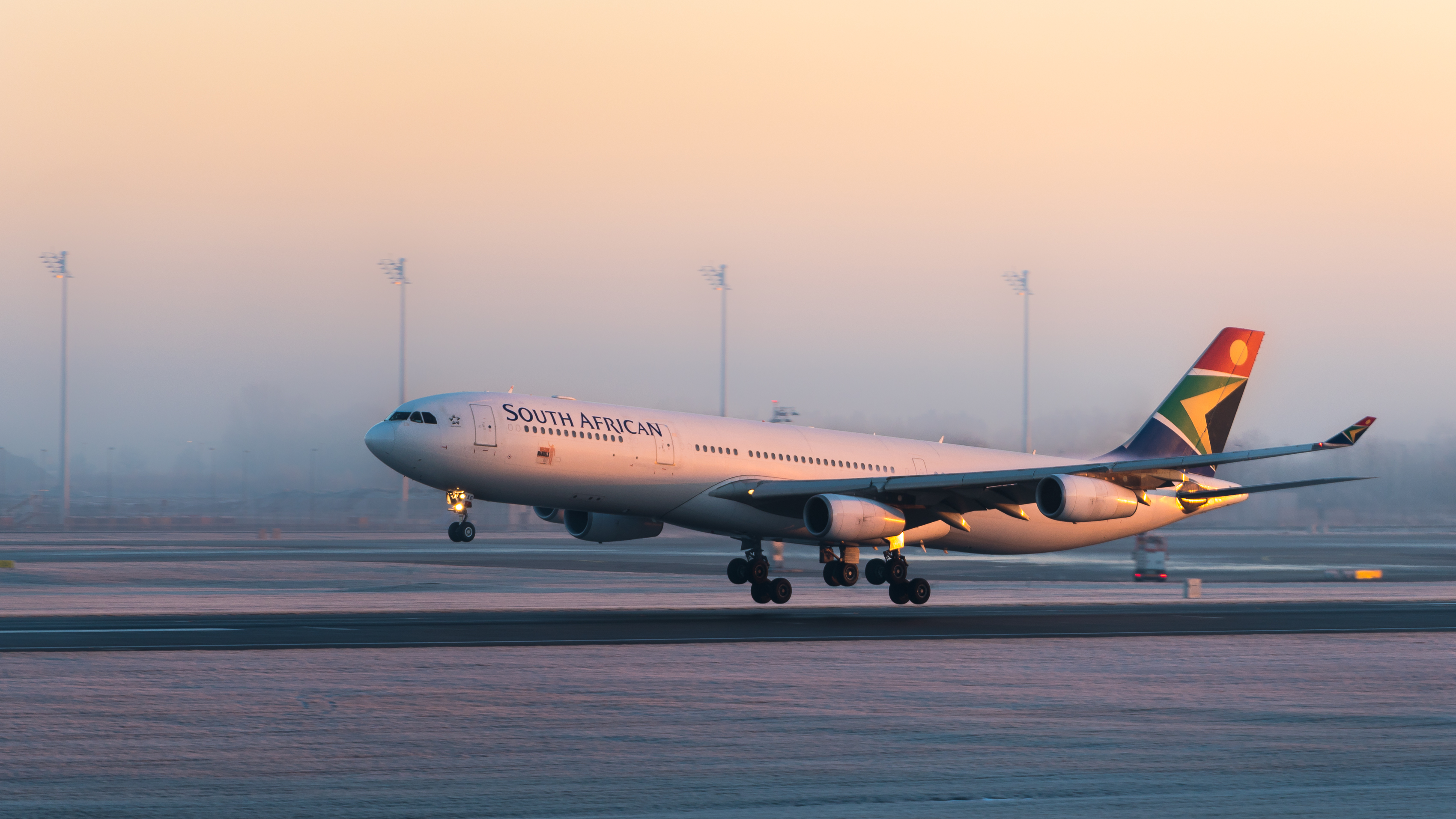
یک فروند هواپیمای دوربرد ایرباس ای۳۴۰ متعلق به هواپیمایی آفریقای جنوبی در حال نشستن بر روی باند فرودگاه مونیخ. ایرباس آ-۳۴۰ دارای چهار موتور توربوفن در زیر بال‌هایش است و بیش از ۱۲هزار کیلومتر بُرد پروازی دارد.

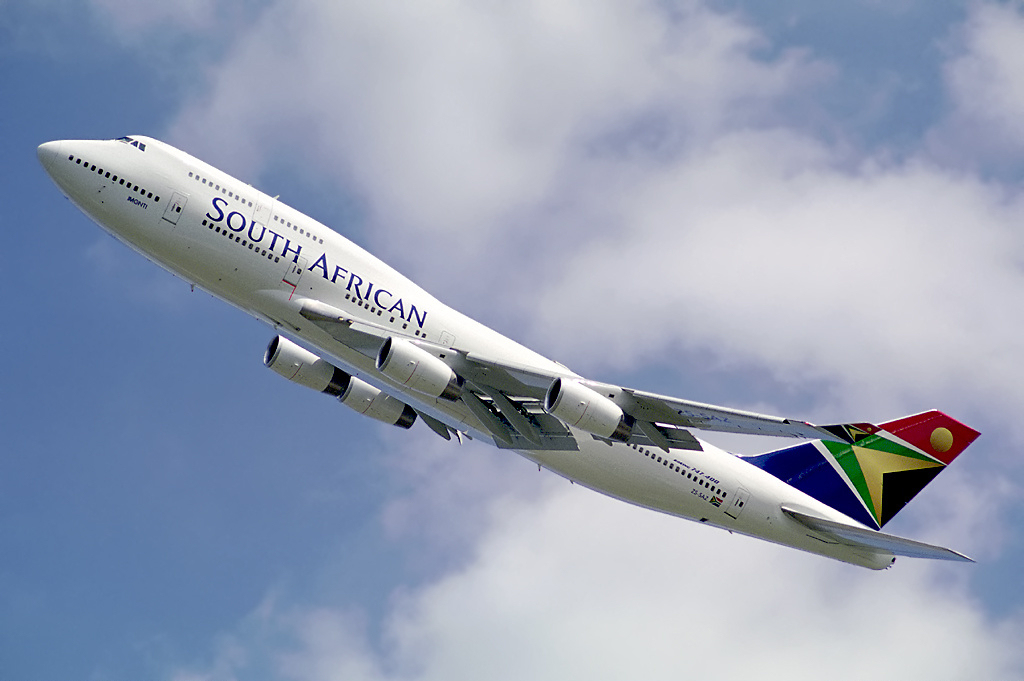
هواپیمای بوئینگ ۷۴۷ متعلق به هواپیمایی آفریقای جنوبی

هواپیمایی آفریقای جنوبی (به انگلیسی: South African Airways) شرکت هواپیمایی حامل پرچم آفریقای جنوبی است، که به‌عنوان بزرگترین خطوط هوایی فعال در آفریقا، شناخته می‌شود. 
شرکت هواپیمایی آفریقای جنوبی در سال ۱۹۳۴ در پی خریداری شرکت یونیون ایرویز توسط دولت آفریقای جنوبی راه‌اندازی شد و در حال حاضر روزانه به ۴۲ مقصد، پروازهای مستقیم دارد. شرکت هواپیمایی آفریقای جنوبی در حال حاضر در ناوگان هوایی خود، دارای ۵۵ فروند هواپیمای جت مسافربری می‌باشد.
دفتر مرکزی این شرکت در مکان فرودگاه بین‌المللی اولیور تامبو، در شهر گائوتنگ، آفریقای جنوبی قرار دارد و فرودگاه بین‌المللی کیپ‌تاون و فرودگاه بین‌المللی اولیور تامبو، قطب‌های این شرکت هواپیمایی به‌شمار می‌آیند. شرکت هواپیمایی آفریقای جنوبی هم‌اکنون به‌عنوان ایرلاین رسمی انجمن تنیس حرفه‌ای فعالیت می‌نماید. این شرکت یکی از اعضای اصلی اتحاد استار الاینس است.